# Conseil des commissaires du peuple de la république socialiste soviétique d'Ukraine
Pour les articles homonymes, voir Conseil des commissaires du peuple.
Le Conseil des commissaires du peuple de la république socialiste soviétique d'Ukraine (ukrainien : Рада Народних Комісарів УРСР) était l'organe suprême du pouvoir exécutif de l'État en Ukraine, il a été formé le 28 janvier 1919 pour être remplacé en 1946 par le Conseil des ministres de la RSS d'Ukraine.
Il s'est réuni dans l'immeuble du gouvernement à Kiev.